# 루이즈 리터
루이즈 도로시 리터 (Louise Dorothy Ritter, 1958년 2월 18일 ~ )는 미국의 육상 선수로 높이뛰기에서 활약하였다.

## 생애
텍사스주 댈러스에서 태어난 리터는 1988년 서울 올림픽에서 여자 높이뛰기 종목의 금메달을 획득했다.
그녀는 그 대회에서 세계 챔피언이자 세계 기록 보유자 스테프카 코스타디노바를 꺾었다.
그녀는 1988년에 미국의 올림픽 코치 닥터 버트 라일이 출연한 텍사스 여자 대학교를 졸업했다.

## 대회 성적
| Event            | 1983 | 1984 | 1985 | 1986 | 1987 | 1988 |
| ---------------- | ---- | ---- | ---- | ---- | ---- | ---- |
| 하계 올림픽      |      | 8위  |      |      |      | 1위  |
| 세계 선수권 대회 | 3위  |      |      |      | 8위  |      |